# Ammenkuhhaltung
Die Ammenkuhhaltung ist eine Form der Rinderhaltung, bei der ausgewählte Kühe für die Aufzucht von mindestens einem zusätzlichen Kalb außer dem eigenen genutzt werden. Die Milchleistung von Rindern, meist aus Zweinutzungsrassen soll dabei genutzt werden, zwei oder bis zu vier Kälber von einer Kuh mit Milch zu versorgen. Das Haltungsverfahren hat sich wegen des hohen Stallplatz- und Arbeitsbedarfs, sowie der Probleme Kälber genau zum richtigen Zeitpunkt zuzukaufen, nicht bewährt und ist in der landwirtschaftlichen Praxis bedeutungslos.

## Ammenkühe

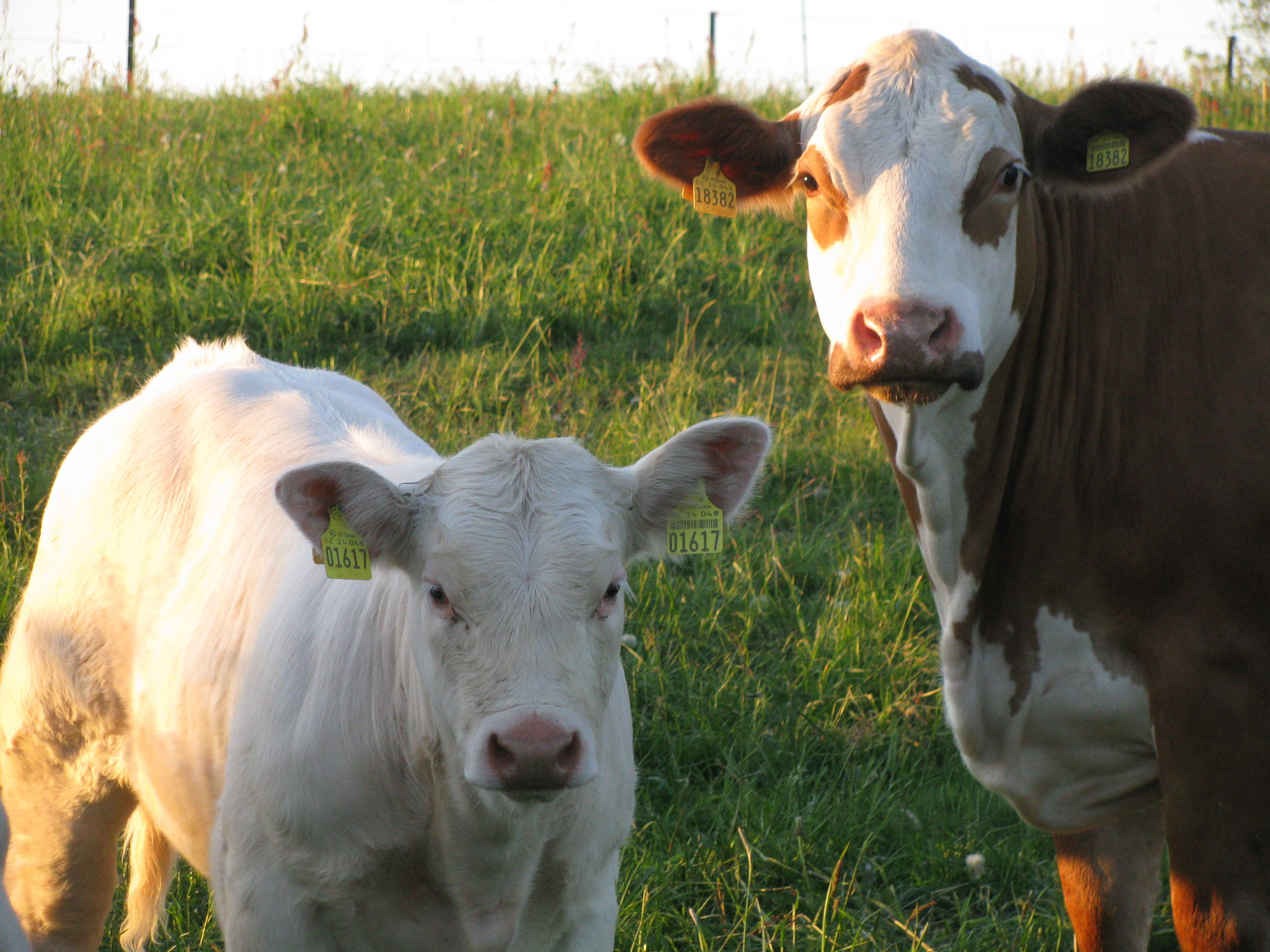
Weißes Charolais-Kalb mit bunter Amme in Mutterkuhhaltung

Ammenkühe sind Ersatz-Mütter, die neben dem eigenen Kalb auch Kälber anderer (Milch-)Kühe aufziehen. Ammenkühe der Milchrassen können bis zu vier Jungtiere versorgen. Kühe, die ihr eigenes Kalb verloren haben, können ebenfalls fremde Kälber aufziehen.
In der Kälberaufzucht durch Milchkühe werden häufig solche Tiere als Ammen genutzt, die aus der regulären Milchviehherde ausscheiden, da sie sich nur schwer melken lassen, Probleme mit dem Zellgehalt haben oder anderweitig aus der Milchproduktion ausscheiden sollen. Jedoch nimmt nicht jede Kuh auch fremde Kälber an oder duldet das Saugen der Kälber am Euter, nachdem sie an die Melkmaschine gewöhnt war.

## Vor- und Nachteile der Ammenkuhhaltung
Kälber in Ammenhaltung beginnen bereits im Alter von einer Woche an Grashalmen zu knabbern und lernen so schneller als Kälber in der mutterlosen Aufzucht, dass es neben der Muttermilch, bzw. Vollmilch oder Milchaustauscher, auch anderes nahrhaftes Futter gibt. Die Pansenzotten entwickeln sich besser und die Tageszunahmen der Kälber sind besser als in der konventionellen Kälberaufzucht. Probleme mit der Futterumstellung zeigen sich durch einen Knick in der Gewichtszunahme nach dem (plötzlichen) Absetzen von der Milch. Jedoch wiegen die Kälber immer noch mehr als die mit Ersatznahrung aufgezogenen.
Typische Verhaltensstörungen werden in der Ammenkuhhaltung drastisch reduziert. Das Saugbedürfnis der Kälber wird auf natürliche Weise gestillt und das gegenseitige Besaugen der Jungtiere tritt nicht auf. Die Kälber sind seltener krank.

## Nachweise
1. ↑  Jürgen Wolfgang Weiß, Wilhelm Pabst, Susanne Granz: Tierproduktion, Georg Thieme Verlag, 23. Oktober 2013, ISBN 9783830412779 (Online bei googlebooks)
2. 1 2 3  Angelika Hillmer: Wiedervereinigung von Kuh und Kalb. In: abendblatt.de. Zeitungsgruppe Hamburg, 3. August 2013, abgerufen am 16. Juli 2015.
3. ↑  Marianne Weirich: Ammenkuhhaltung – eine tiergerechte Variante zur mutterlosen Kälberaufzucht. In: provieh.de. PROVIEH - Verein gegen tierquälerische Massentierhaltung, 15. Dezember 2010, archiviert vom Original (nicht mehr online verfügbar) am 25. Januar 2015; abgerufen am 16. Juli 2015.  Info: Der Archivlink wurde automatisch eingesetzt und noch nicht geprüft. Bitte prüfe Original- und Archivlink gemäß Anleitung und entferne dann diesen Hinweis.
4. 1 2 3  Doris Fenske: Milchviehhaltung. Ammenkühe für die Kälber. In: Unser Land. Bayerisches Fernsehen, 10. April 2015, archiviert vom Original am 15. April 2015; abgerufen am 16. Juli 2015 (Video (Memento vom 16. April 2015 im Internet Archive) von Florian Schrei (Moderation), Doris Fenske (Autor), Margit Lendzian (Redaktion), gesendet am 10. April 2015 um 19:00 Uhr im Bayerischen Fernsehen).